# Cerrado
Localisation
Le Cerrado est une région de savane que l'on rencontre en Amérique du Sud, principalement au Brésil. Le cœur de cette savane s'étend sur 1,5 million de km2 (2 millions de km2 en comptant les aires limitrophes). Il représente 22 % de la superficie du Brésil et déborde sur les régions limitrophes du Paraguay et de la Bolivie.
En 1994, la région, sur une surface de 29 652 514 ha, est déclarée réserve de biosphère par l'Unesco.

## Définition
Le mot cerrado signifie « fermé » ou « dense », il a été appliqué à cette végétation à cause de la difficulté à la parcourir. Cette région s'étend à partir des frontières méridionales de la forêt amazonienne aux secteurs périphériques dans le sud-est des États de São Paulo et de Paraná, occupant plus de 2° de latitude ; son altitude va du niveau de la mer jusqu'à 1 800 m.

## Climat
La température peut varier de 18° à 28 °C et la quantité de pluie annuelle oscille entre 800 et 2 000 mm, avec une forte saison sèche d’avril à septembre

## Variables qui déterminent la distribution dubiome
La distribution du Cerrado est déterminée principalement par 4 éléments : les précipitations saisonnières, le drainage et la fertilité du sol, et les feux.
- Bien que le climat du biome du Cerrado varie considérablement, la quantité de pluie annuelle est considérée comme normale en comparaison aux autres types de savanes du monde. Néanmoins, comme un certain nombre d'auteurs le précisent, le caractère saisonnier des précipitations ne peut pas entièrement expliquer la prédominance de la végétation du Cerrado.
- L'humidité et la fertilité du sol sont des facteurs aussi importants à considérer. La plupart des sols de ce biome sont dystrophiques, avec un pH bas, une faible disponibilité en calcium et en magnésium, et une forte disponibilité en aluminium.
- Le feu est également un facteur structurant du biome du Cerrado ; la plupart des espèces végétales y sont adaptées via le développement de certaines tolérances, et même, pour certaines, un degré de dépendance au feu. Ainsi les plantes ayant stocké leurs réserves nutritives dans le sol, les oiseaux et insectes habitant dans les termitières (qui résistent à des conditions climatiques extrêmes) et les arbres ayant développés une résistance de leur écorce survivent à ces évènements climatiques ravageurs. L'écosystème retrouve donc une apparence fertile et se reconstitue peu après ces incendies.

Un exemple de biome Cerrado est celui de la forêt nationale de Paraopeba dans l'état de Minas Gerais.

## Biodiversité
Le Cerrado est la savane néotropicale qui compte le plus grand nombre d'espèces, avec environ 430 espèces d'arbres et d’arbustes, environ 300 espèces herbacées et plus de 100 espèces d’herbes (Sarmiento 1196). Au total plus de 7 700 espèces de plantes et animaux.
Les grands mammifères emblématiques de ce biome sont le fourmilier géant (Myrmecophaga tridactyla), le tatou à six bandes (Euphractus sexcinctus), le jaguar (Panthera Onca), ou encore le capybara (Hydrochaeris hydrochaeris) et plusieurs espèces de singes (le hurleur noir Alouatta caraya et le sapajou brun Sapajus apella).
Les arbres du Cerrado ont une écorce habituellement épaisse et beaucoup de feuilles ont les cuticules épaisses : ces dispositifs fournissent une résistance au feu. Les familles dominantes sont les Leguminosae, les Malpighiaceae, les Myrtaceae, les Melastomataceae et les Rubiaceae.

## Cycle hydrologique
Le Cerrado est une région reconnue internationalement pour son rôle de collecteur et distributeur d’eau. Sur son territoire naissent d’innombrables sources d’eau qui alimentent huit des douze bassins hydrographiques du Brésil.
Cette savane connaît une saison sèche et une saison humide. Durant la saison humide (qui s’étend de novembre à avril), de violentes pluies s’abattent sur les sols : c’est la mousson brésilienne. Les espaces naturels, qui accueillent une variété de plantes typiques aux racines profondes, retiennent l’eau et permettent son infiltration dans les sols. Les nappes phréatiques se remplissent abondamment. La couverture arborée, les sols et les roches du Cerrado favorisent la filtration de l’eau sur de nombreuses années. Sur ces terres en basse altitude, des eaux pures et potables jaillissent de la terre. Les cascades font d’ailleurs partie du paysage.
A contrario, la saison sèche (qui dure de mai à octobre) est particulièrement aride. Dans certaines régions, il peut ne pas pleuvoir durant plus de cinq mois consécutifs. Pourtant, certaines nappes phréatiques continuent à libérer de l’eau en continu, couvrant normalement les besoins en eau de la biodiversité et des hommes.

## Menaces à la biodiversité
Le Cerrado est le biome le plus menacé d’Amérique du Sud, à cause de l’expansion de l’agriculture. Environ 50 % de la région est actuellement  utilisée par l’homme, et près de 40 % de sa superficie naturelle a été convertie en zones de pâturage ou de cultures,.
Le Cerrado a perdu plus de 30 % de sa surface forestière totale entre 2004 et 2017.
Le Cerrado est aujourd'hui majoritairement composé de savane herbeuse ouverte,.